# مديرية الأدوية البيطرية

## التعريف
مديرية الأدوية البيطرية تعد جزء من المنتجات الصحية والغذائية في وزارة الصحة الكندية . وهي موجودة بموجب قانون الغذاء والدواء، تهدف لحماية صحة كل من الإنسان والحيوان بالإضافة لسلامة الإمدادات الغذائية الكندية .
تضع المديرية كافة المنتجات البيطرية مثل :( الأدوية المضادة للمكروبات، أدوية تعزيز النمو والإضافات الغذائية كالأعلاف ) من خلال عملية موافقة صارمة ودقيقة جدًا قبل ترخيصها وبيعها للاستخدام في كندا .

## مقاومة مضادات الميكروبات
عرّفت منظمة الصحة العالمية مقاومة مضادات الميكروبات على انها قدرة الميكروبات أو ما يعرف بالكائنات العضوية الدقيقة ( مثل البكتيريا، الفيروسات أو الطفيليات ) على إيقاف مضادات الميكروبات ( المضادات الحيوية، مضادات الفيروس ومضاد الملاريا ) من العمل ضدها، نتيجة لذلك تصبح العلاجات المعيارية غير فعالة وتستمر العدوى وقد تنتشر بين أشخاص آخرين.
في عام 2011 ، تحدثت مانيشا مهروترا - وقد كانت في ذلك الوقت مديرة قسم سلامة الإنسان في المديرية - عن الحاجة للقضاء على استخدام المضادات الحيوية في صناعة اللحوم الكندية لما تشكله من خطورة في خلق سلالات جديدة مقاومة للمضادات الحيوية .
في الأول من كانون الأول لعام 2018 ، جميع المضادات الطبية الهامة المتاحة من غير وصفة طبية للاستخدام البيطري التي من ضمنها المستخدمة في الحيوانات الأليفة وفي جميع أشكال الجرعات تم نقلها إلى حالة الوصفة الطبية . من هذا التاريخ لم تعد مضادات الميكروبات تستخدم في تعزيز النمو في كندا .

## القيادة
كانت المديرة العامة ما بين 2005 إلى 2007 صدّيقة ميثاني، التي كانت أيضًا رئيسة وكالة الصحة العامة في كندا، والآن هي رئيسة وكالة فحص الأغذية في الكندية .
منذ تموز 2017 ، تمت قيادة المديرية من قبل الدكتورة ماري جين أيرلندا (Dr. Mary-Jane Ireland ) .